# Södra stationsområdet

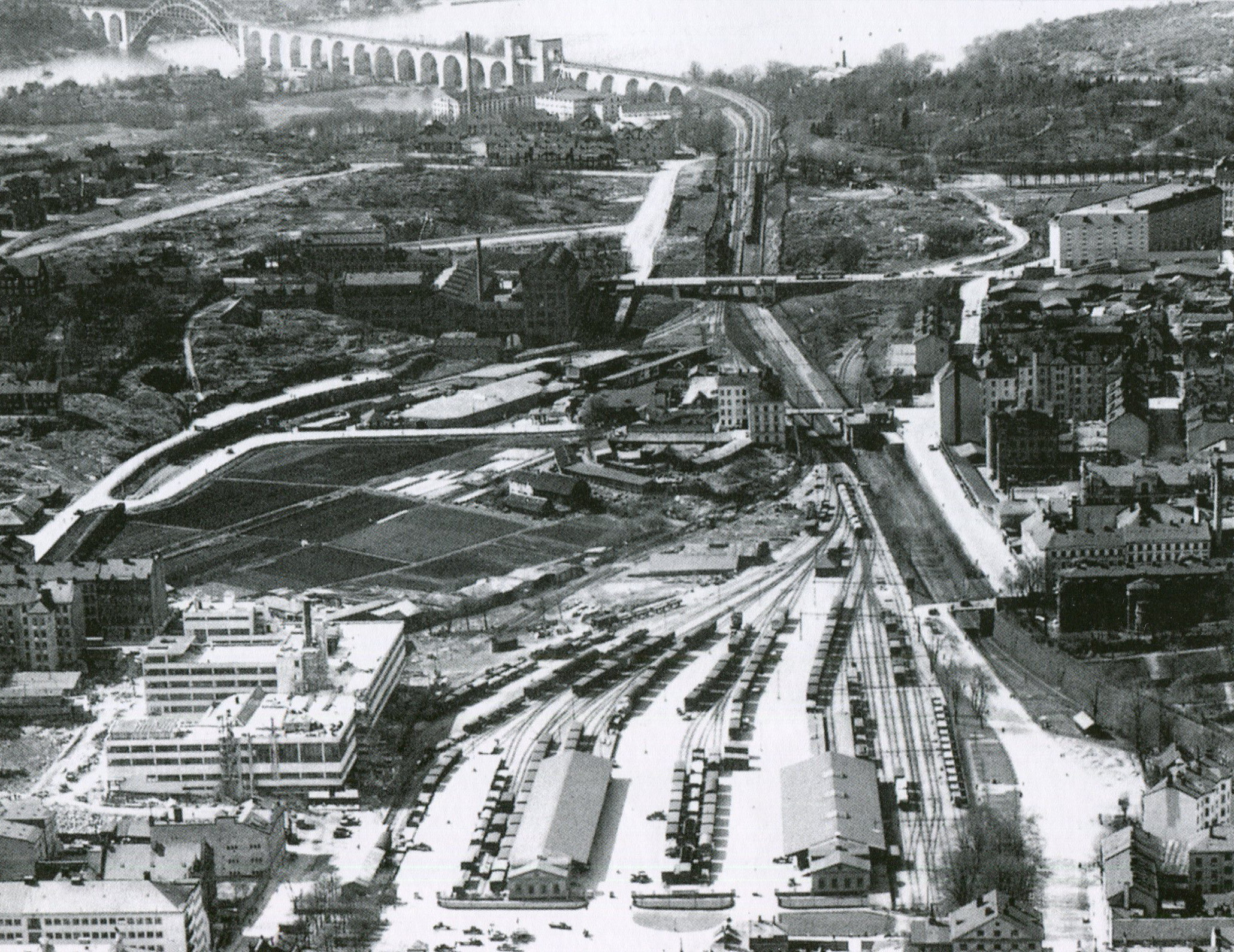
Södra stationsområdet, vy mot väst med Södra bantorget längst fram och Årstabron i bakgrunden, 1930-tal.

Södra stationsområdet är ett informellt namn (ursprungligen ett projektnamn) på ett bostadsområde på Södermalm i Stockholm. Här fanns Stockholms första järnvägsstation, Stockholms södra, och en stor bangård. År 1979 förvärvade Stockholms stad området av Statens Järnvägar för att bygga nya bostäder.

## Området

### Historik
Södra stationsområdet utgörs av det bangårdsområde som sedan järnvägen kom till Stockholm år 1860 använts för järnvägstrafik. Då anlades här med entré mot dåvarande Södra Bantorget (sedan 1940 Medborgarplatsen) Stockholms första järnvägsstation. Delar av området var tidigare sjön Fatburen. Sedan Stockholms centralstation öppnats 1871 fortsatte Stockholms södra att vara såväl person- som godsstation. Godsbangården avvecklades på 1980-talet och det bestämdes att området skulle utnyttjas för bostadsbebyggelse. En del av den nya bebyggelsen ligger över de genomgående spåren och pendeltågsstationen. Området har formen av en smal kil och sträcker sig från Ringvägen i väst till Medborgarplatsen i öst.

### Översiktskarta

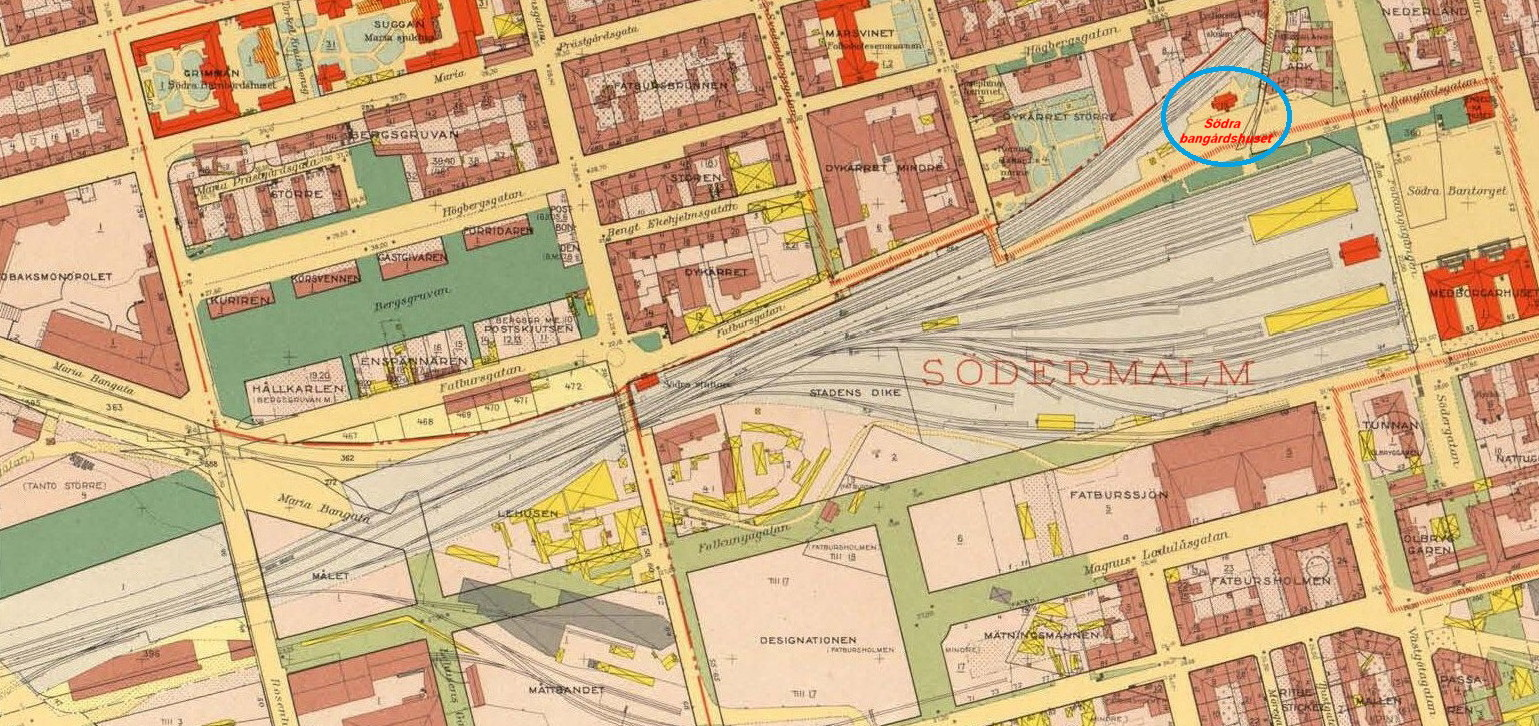
Del av Stockholmskarta visande Södra stationsområdet 1938-40. Enda kvarvarande järnvägsbyggnad är Södra bangårdshuset (i blå ring).

### Södra bangårdshuset

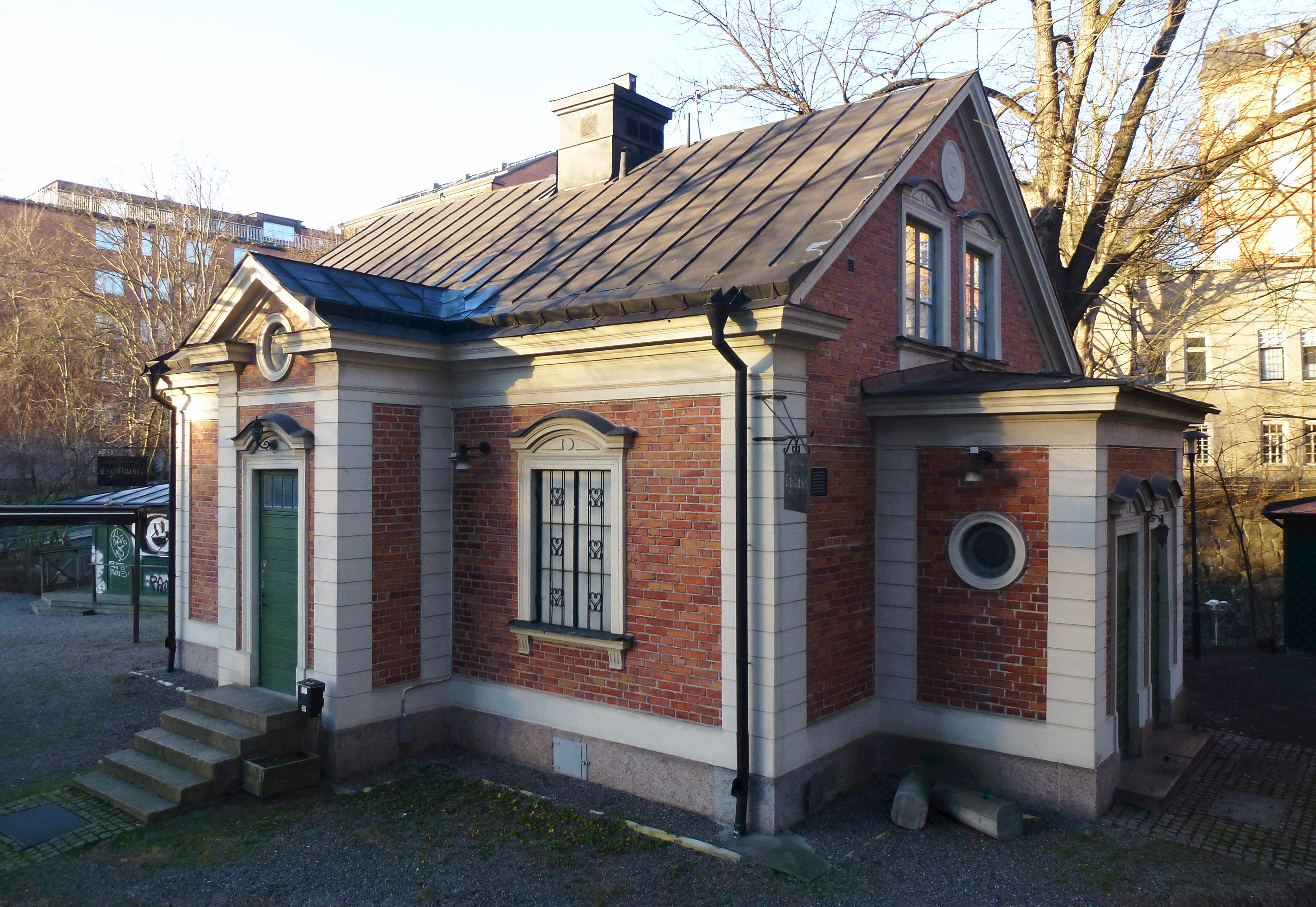
Södra Bangårdshuset, "Tegelhuset".

Av byggnaderna som hörde till Södra stationsområdet finns enbart Södra bangårdshuset kvar, som var banmästarbostället. Det så kallade "Tegelhuset" uppfördes 1859 efter SJ:s standardritningar och är den enda bevarade byggnaden från västra stambanans tidigare tid. Södra station var då Stockholms enda järnvägsstation och banmästarbostället fungerade som tjänstebostad till anställda vid järnvägen. Den lilla tegelbyggnaden står strax söder om gamla tunnelmynningen till Södertunneln och representerar ett stort kulturhistoriskt värde (motsvarande byggnadsminne) och får enligt gällande detaljplan inte rivas. Fasaderna är uppförda i rött tegel med listverk och rusticerande hörnkedjor i puts. Byggnaden nyttjas som sommarservering under namnet "Restaurang Tegelhuset".

## Planering och byggnader

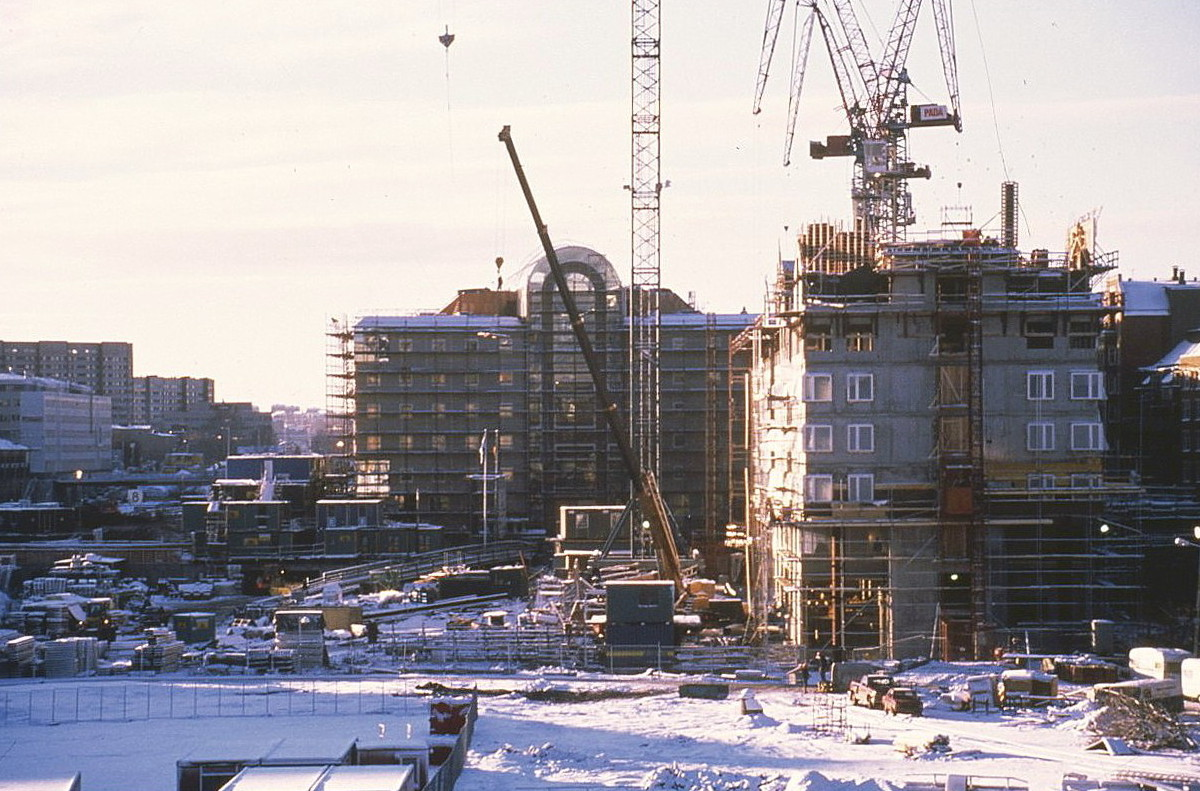
Byggarbeten 1988.

Efter en större arkitekttävling år 1981 med 123 inlämnade förslag och ett 20-tal som prisbelönade, tog idén med ett renodlat bostadsområde form. Målet var en ny kvartersstad efter kontinentalt mönster, men ett höghusprojekt som en sorts "Söders Manhattan" med 40 våningar höga hus avvisades. I stadsplanen föreskrevs kvalitetskrav, byggmaterial, hushöjd, färgsättning och andra arkitektoniska detaljer. Man ville inte upprepa nackdelar med miljonprogrammet. Handläggande arkitekt på Stockholms stadsbyggnadskontor var Jan Inghe-Hagström som även stod bakom stadsplanerna för Minneberg och Hammarby sjöstad.
Bebyggelsen av Södra stationsområdet sysselsatte en lång rad arkitekter, bland dem Bengt Lindroos, White arkitekter, Coordinator arkitekter, Brunnberg & Forshed och Riksbyggen samt Ricardo Bofill, en arkitekt från Katalonien som ritade den efter honom uppkallade Bofills båge. Byggnadsperioden sammanföll med postmodernismens arkitekturstil och inom området finns flera exempel på det. Det centrala området uppfördes 1986-1991, inflyttning skedde från 1 februari 1987. Totalt uppfördes omkring 3 000 lägenheter.

### Bilder, byggnader (urval)

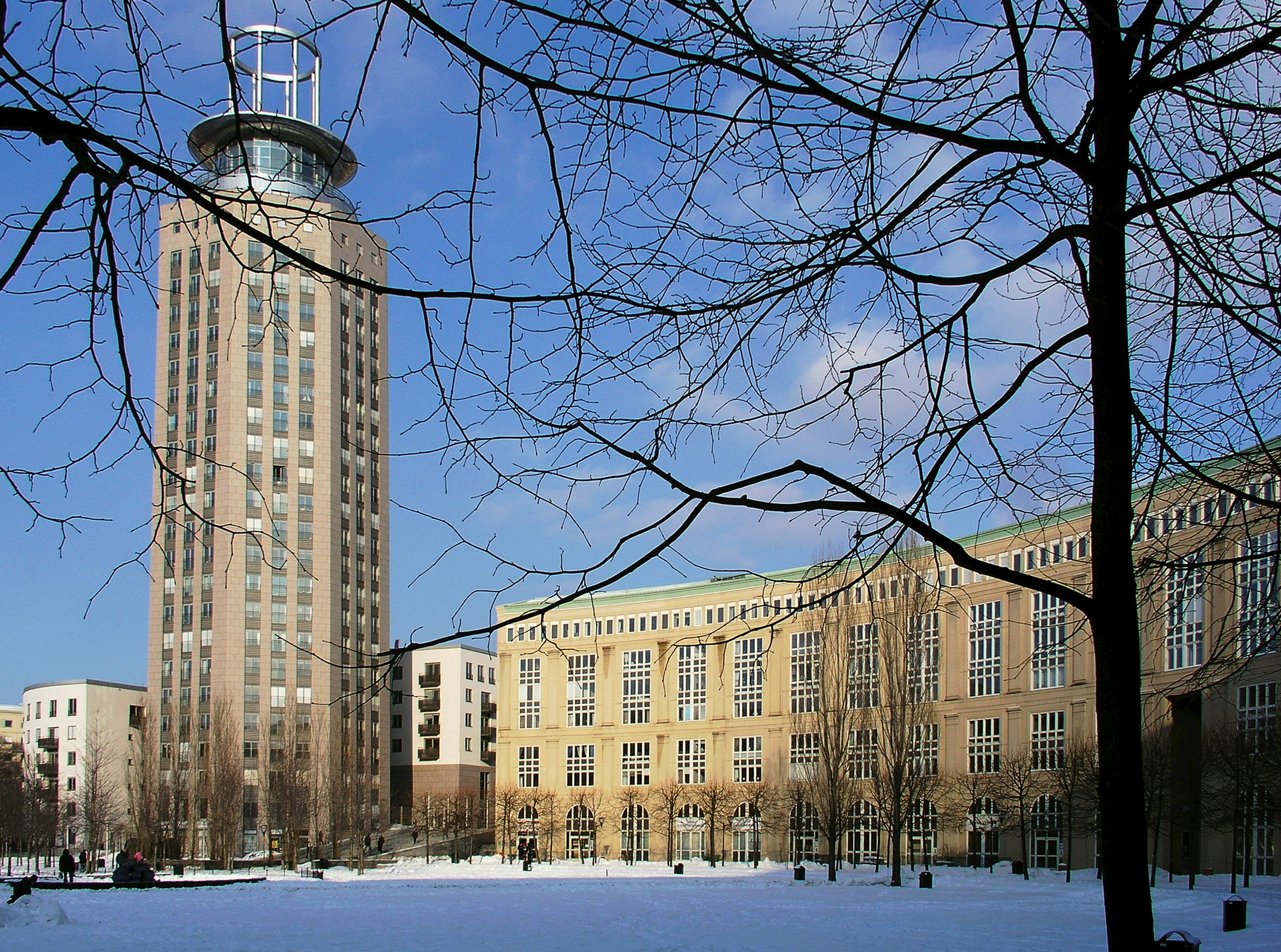
Bofills båge med Söder torn
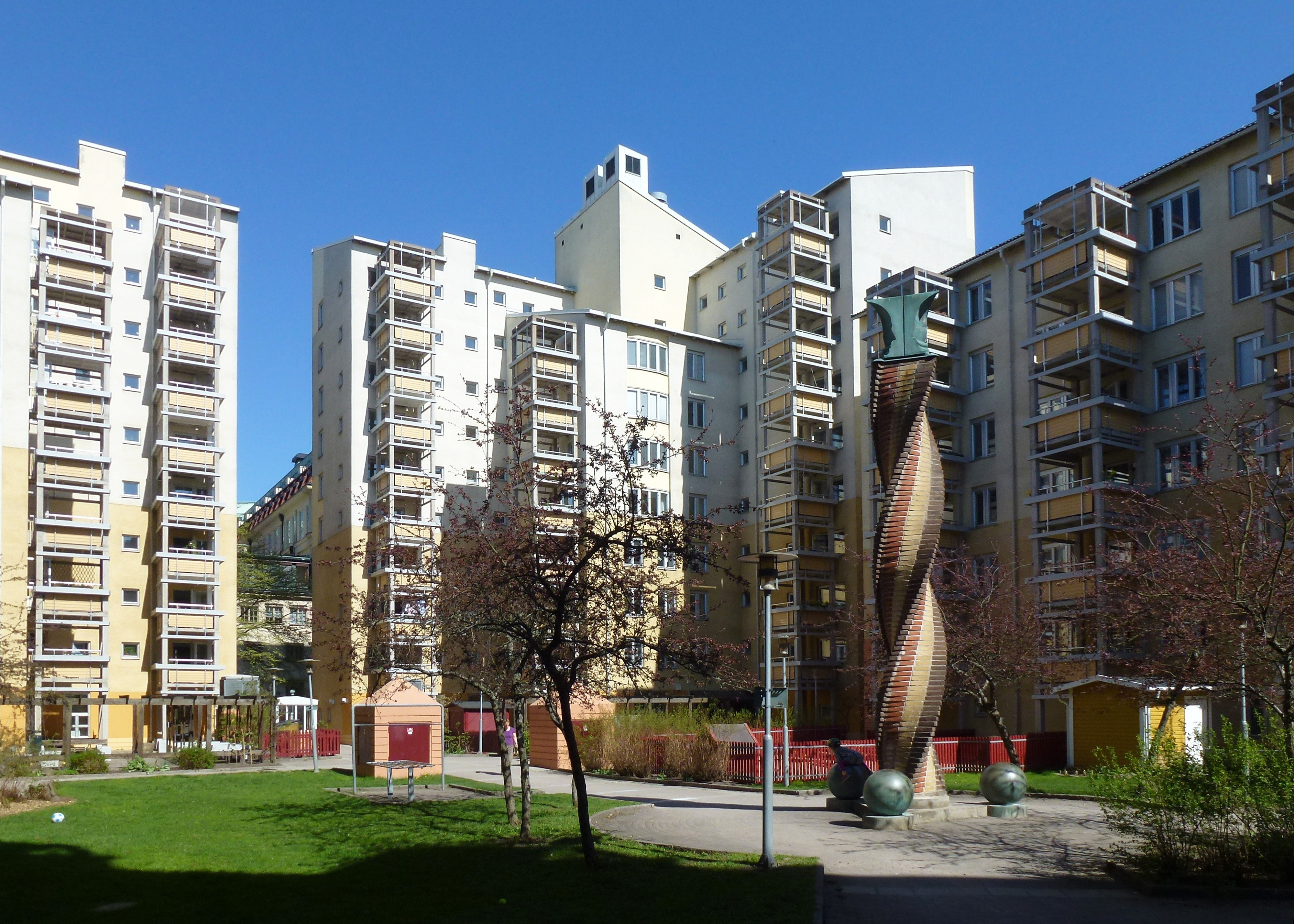
Kvarteret Svärdet
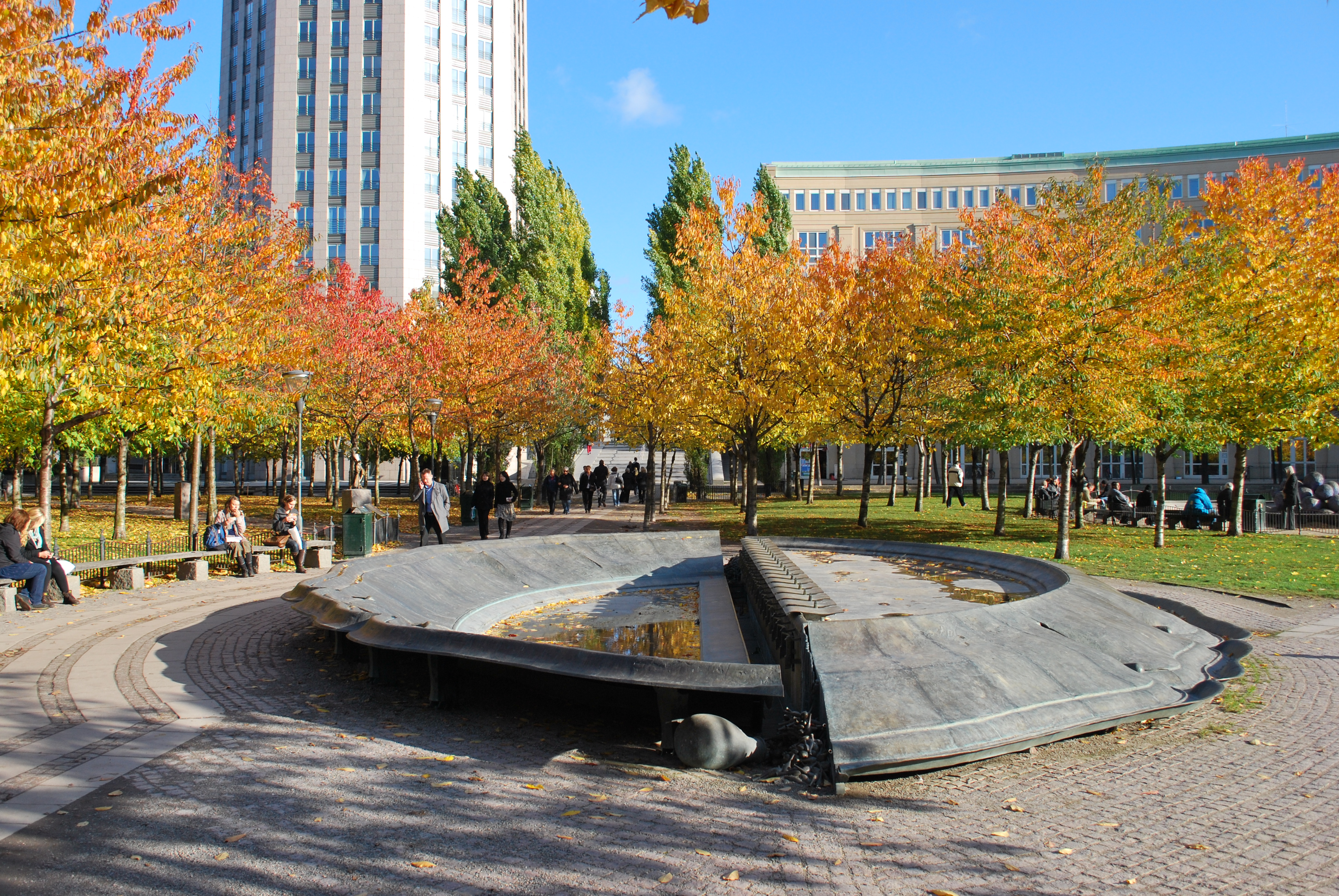
Fatbursparken
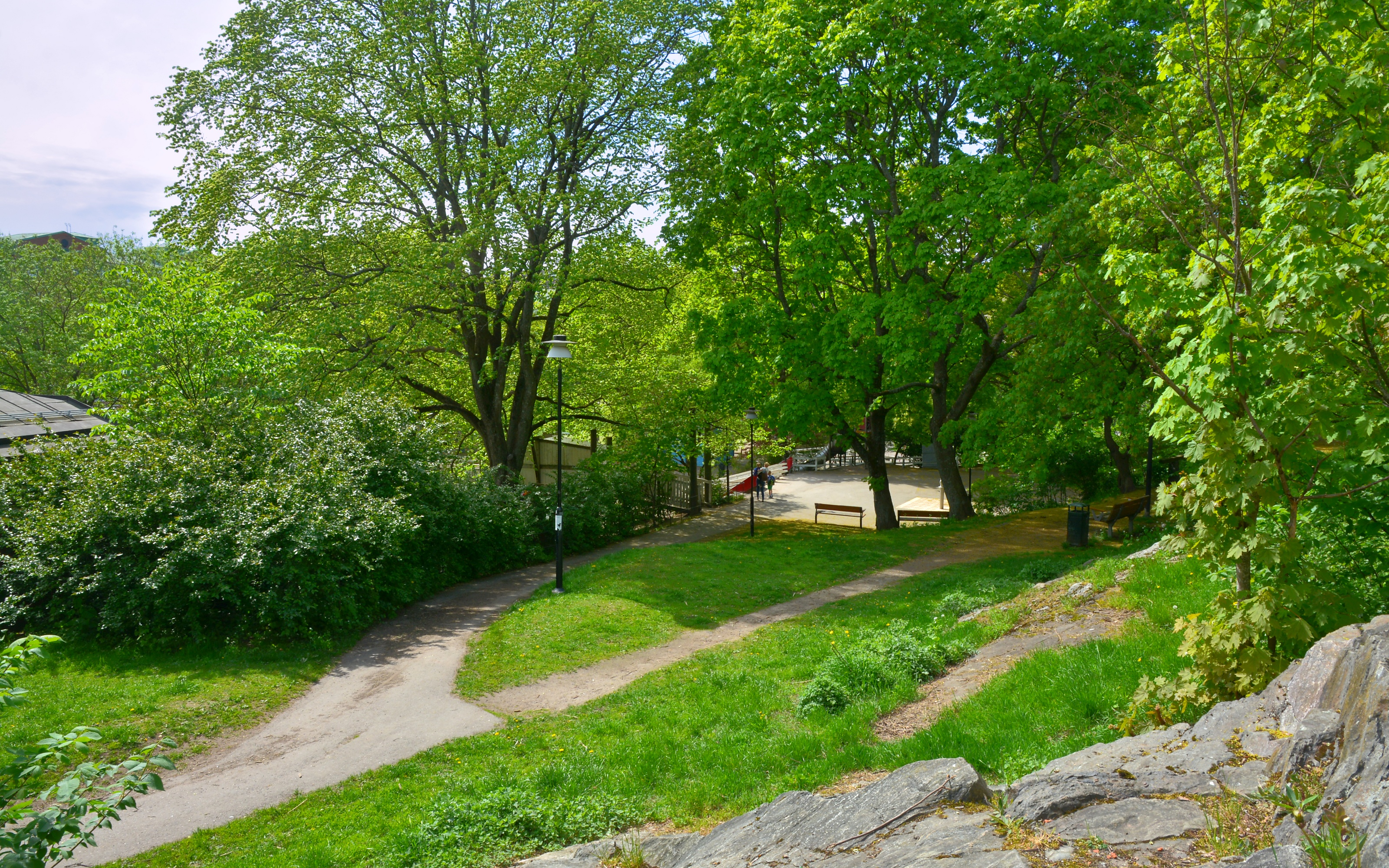
Bergsgruvans park
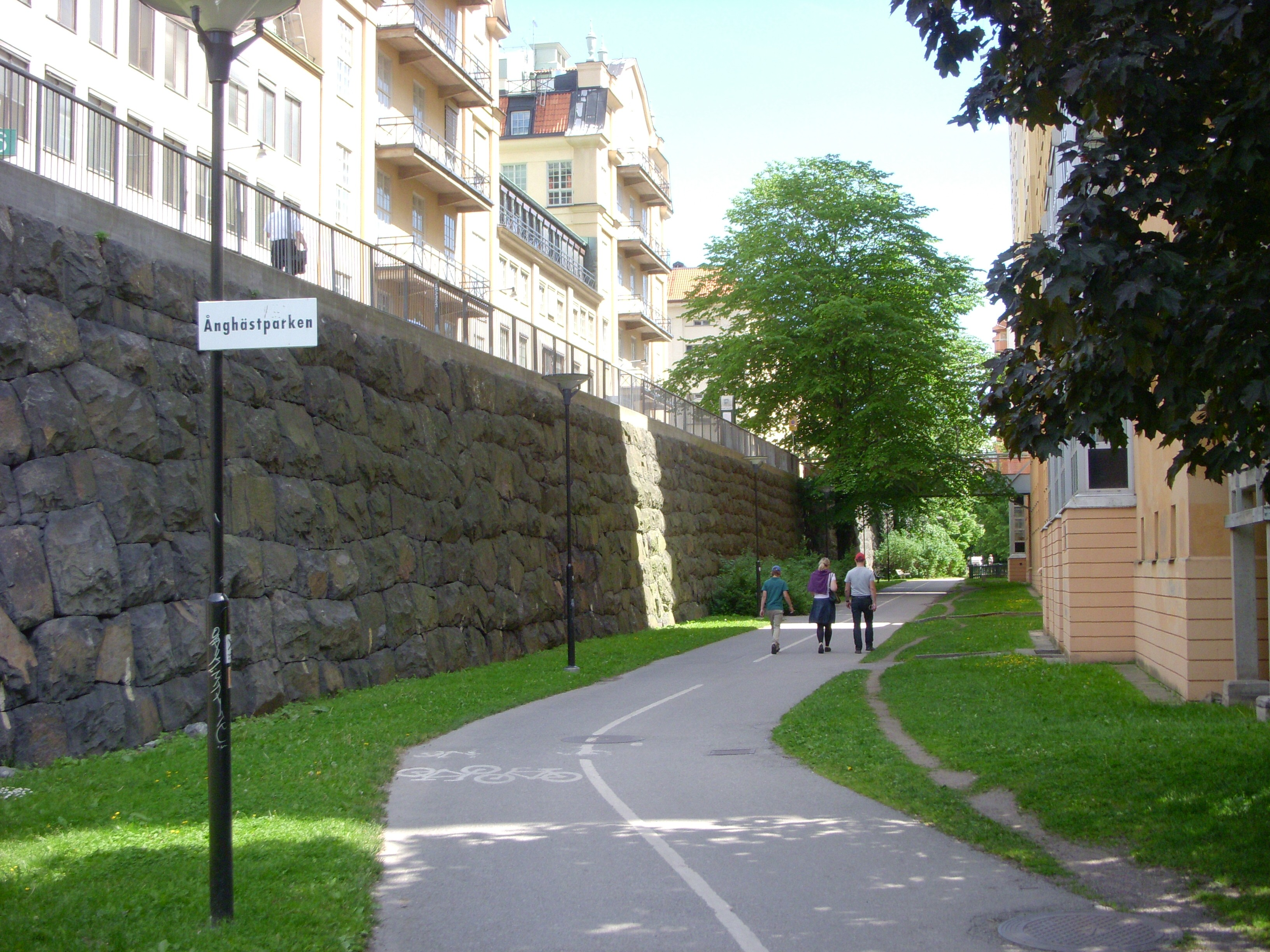
Ånghästparken
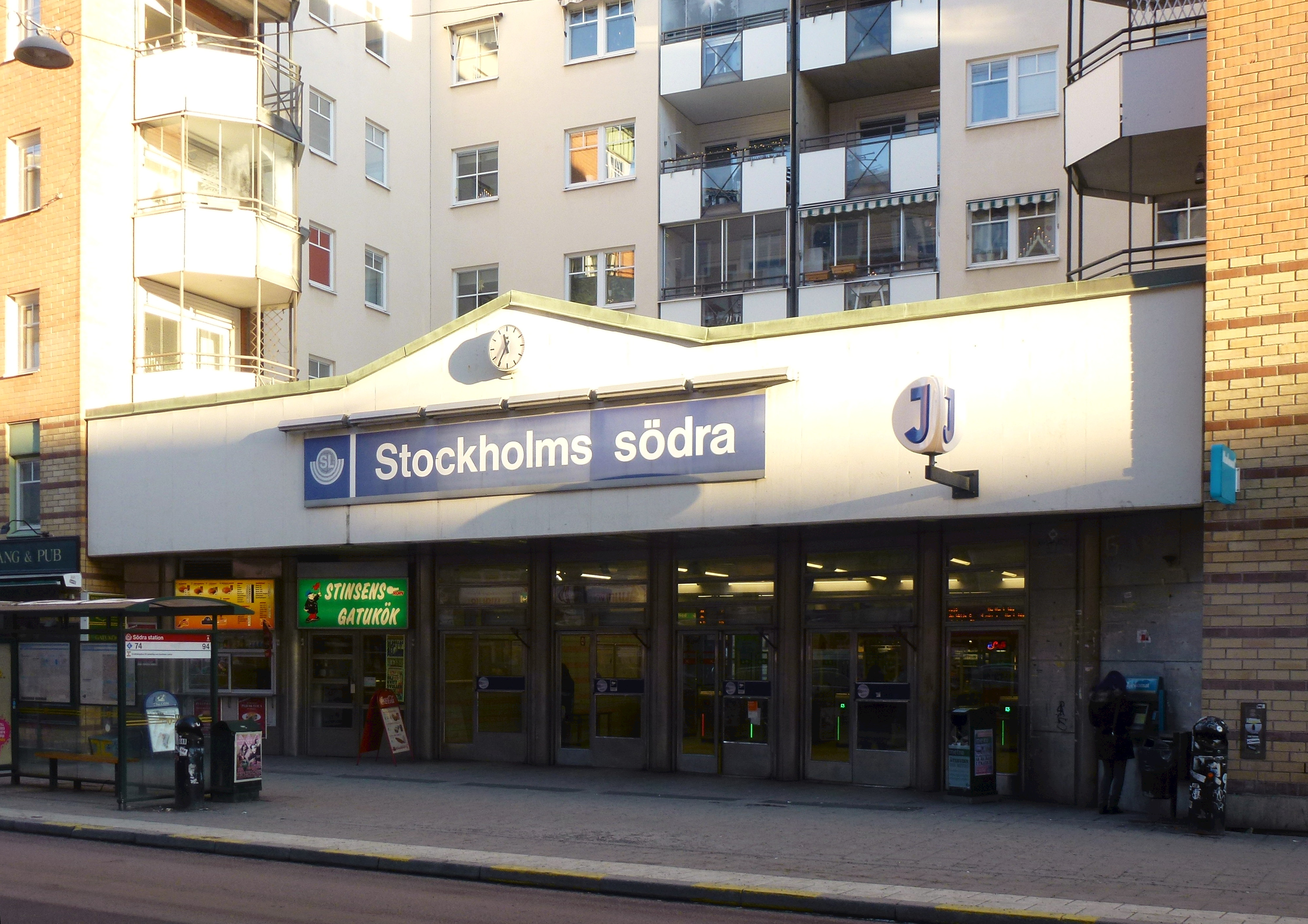
Västra entrén till Södra station
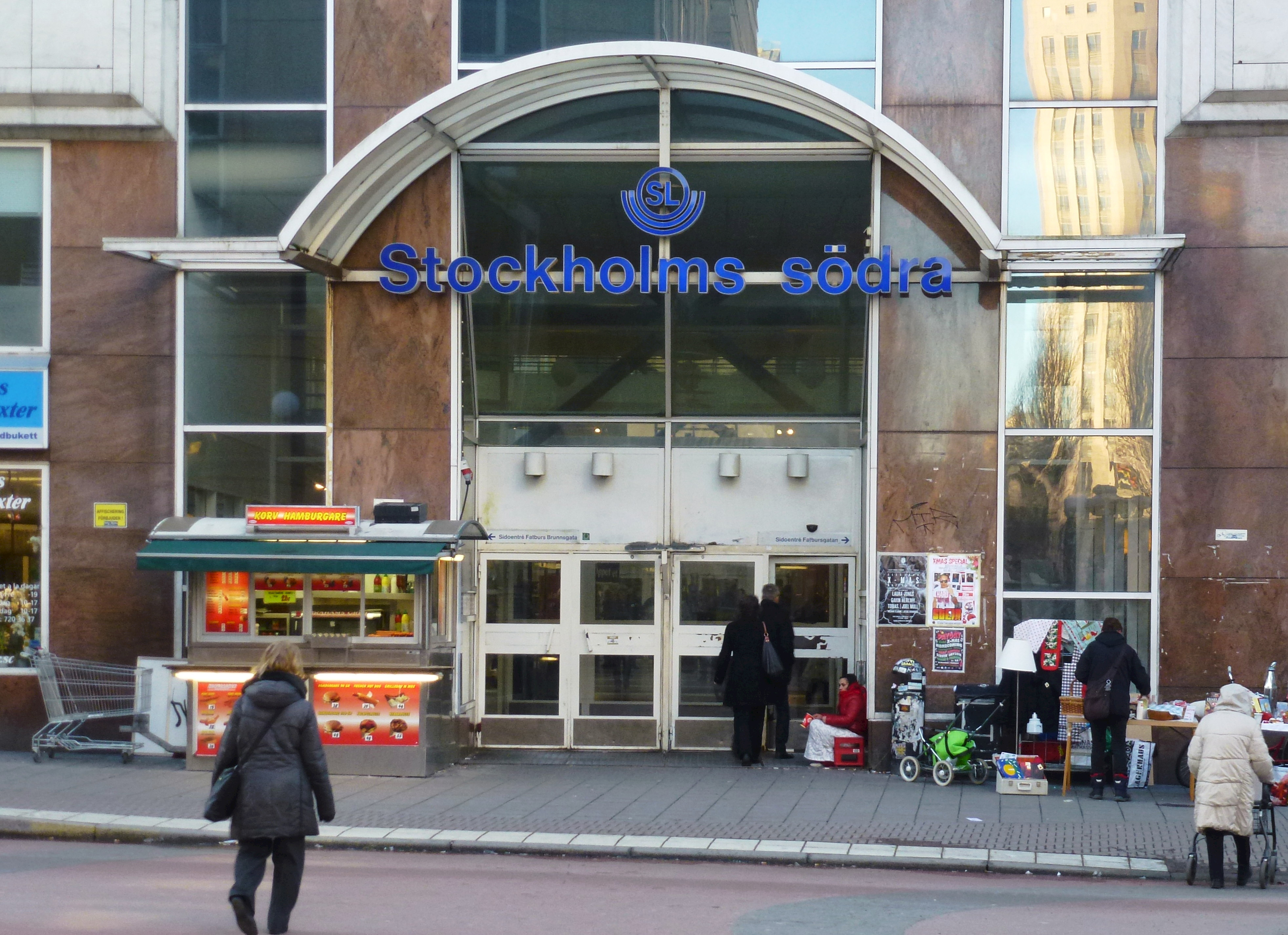
Östra entrén till Södra station
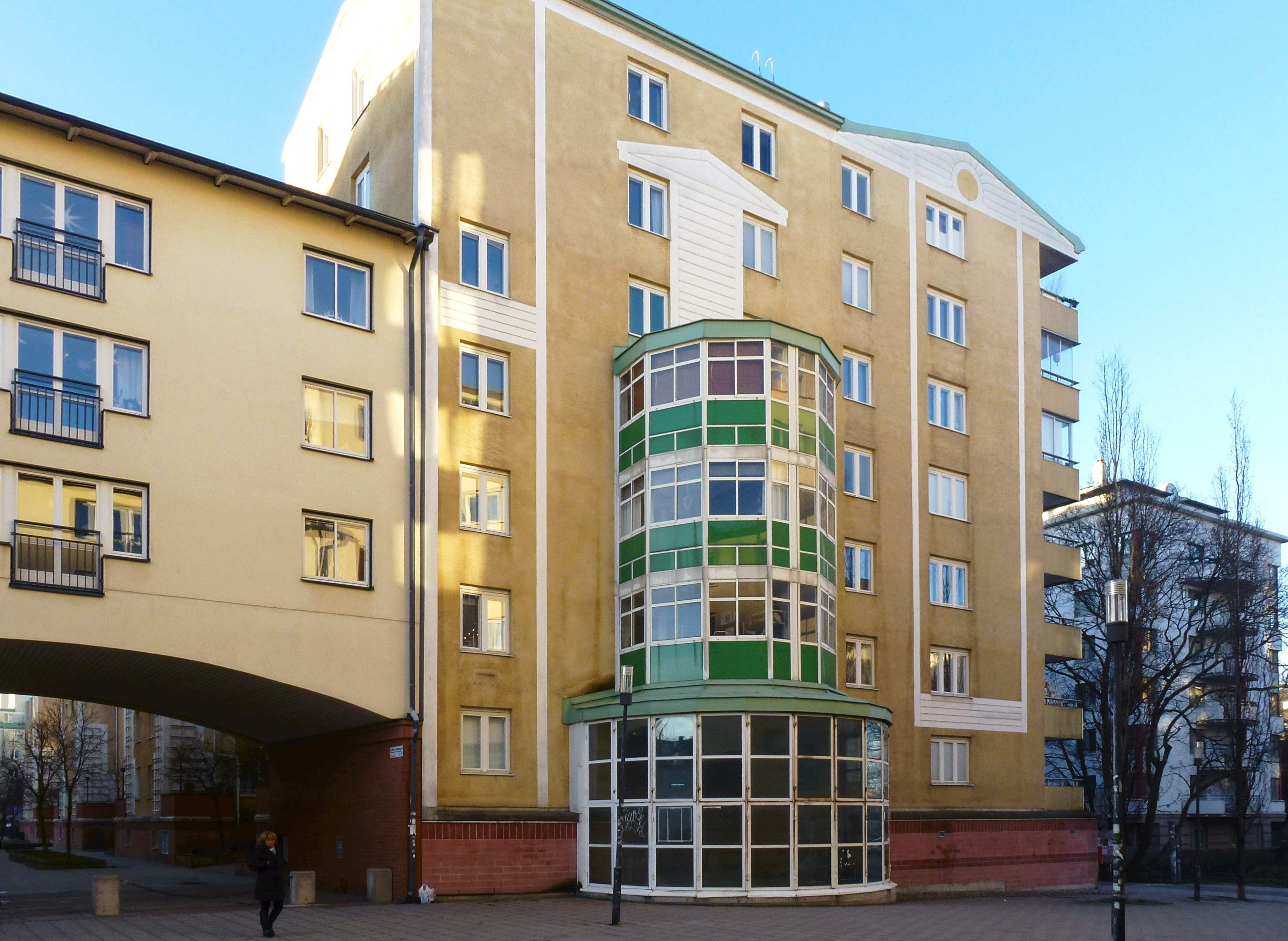
Kvarteret Brinckan

### Byggnader och parker i urval

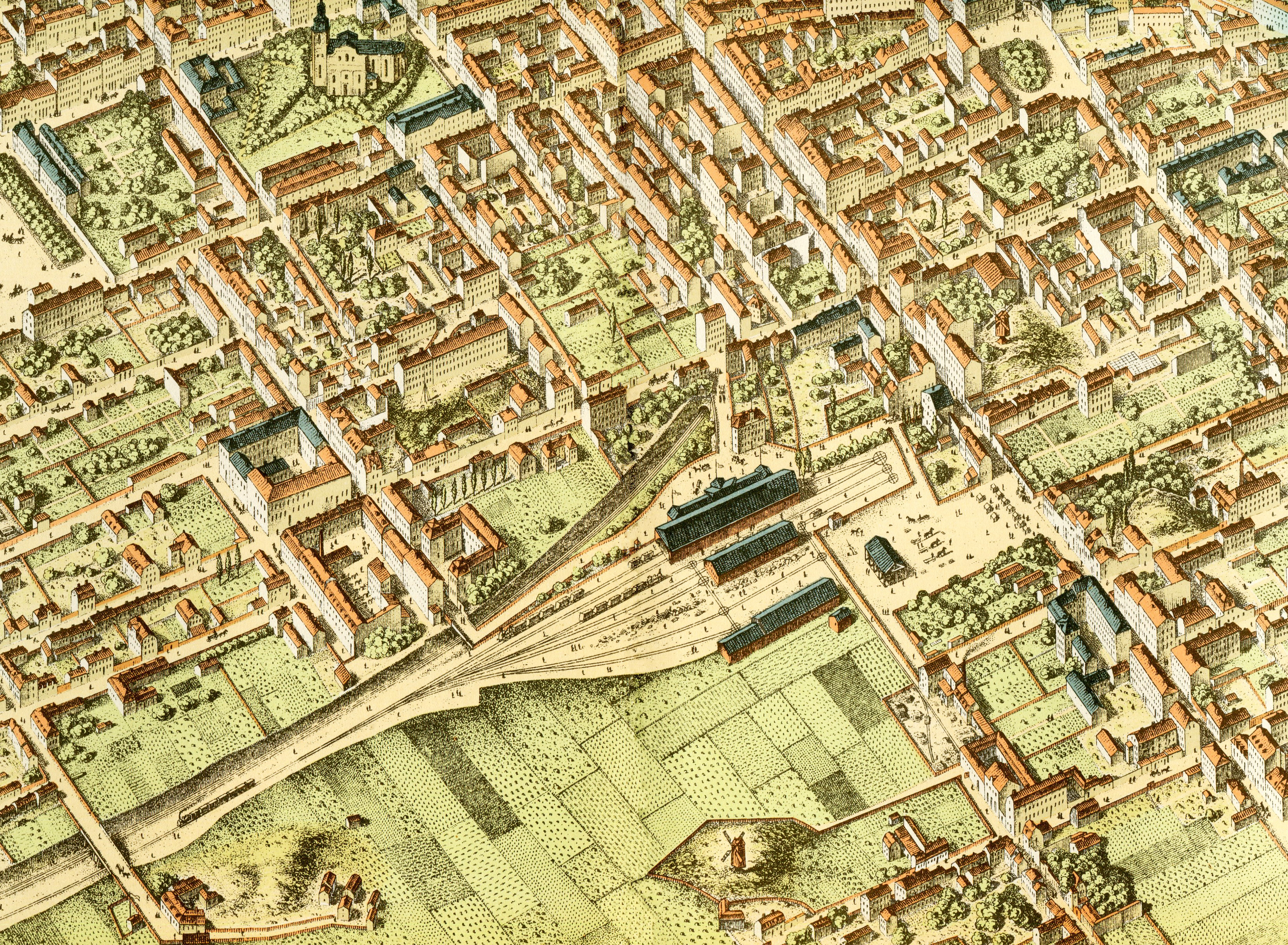
Södra stationsområdet på Heinrich Neuhaus panorama, 1870-tal.

- Bofills båge
- Söder torn
- Södra bangårdshuset
- Kvarteret Svärdet
- Kvarteret Brinckan
- Oscar I:s Minne (byggnad)
- Stockholms södra station
- Kontorsfastighet Fataburen
- Södermalms saluhall
- Bergsgruvans park
- Fatbursparken
- Ånghästparken